# Ворона молуцька
Ворона молуцька (Corvus validus) — вид горобцеподібних птахів роду Крук (Corvus) родини Воронові (Corvidae).

## Опис
Розмір тіла 46-53 см, волохатий чорний птах з білою райдужною оболонкою і дзьобом досить довгим. Молоді птахи мають менший дзьоб з темнішою райдужною оболонкою ока.

## Поширення
Вид проживає на островах Моротаі, Хальмахера, Кайоа, Касірута, Бакан, Обі, Індонезія. Вид в основному живе в незайманому лісі й локально знайдений у вторинному і частково вирубаному лісі, часто вказують на присутність в сільськогосподарських районах, в тому числі насадженнях і луках з деревами. Більш легко C. validus знайти в незайманих лісах на висоті 1150 метрів над рівнем моря.

## Загрози та охорона
Основною загрозою для виду є втрата середовища існування в результаті промислових лісозаготівель на деревину і розчищення для переходу до сільського господарства, гірничодобувної промисловості, поселень і плантацій олійної пальми, кави, гумових і деревних порід.